# Karl Marten Barfuß
Karl Marten Barfuß (* 1938 in Leer, Ostfriesland) ist ein deutscher Wirtschaftswissenschaftler.

## Biografie
Barfuß studierte von 1960 bis 1965 an der Universität Hamburg und war seit 1968 zunächst als Dozent, später als Professor für Volkswirtschaftslehre an der Hochschule Bremen tätig. Von 1994 bis 2000 war er Konrektor dieser Hochschule.

### Leistungen
Barfuß verfasste mehrere für die Wirtschaftsgeschichtsschreibung Nordwestdeutschlands wichtige Werke. Er förderte darüber hinaus die museale Präsentation der nordwestdeutschen Industriegeschichte als Vorsitzender des Wissenschaftlichen Beirates des Nordwestdeutschen Museum für Industriekultur (Nordwolle) in Delmenhorst.
In seiner Zeit als Konrektor der Hochschule Bremen förderte Barfuß den internationalen Austausch, insbesondere mit Osteuropa.

## Schriften
- Bevölkerungsentwicklung, Siedlung und gewerbliche Entfaltung im nordwestdeutschen Geestrandgebiet, in: Oldenburger Jahrbuch, Bd. 81 (1981)
- "Gastarbeiter" in Nordwestdeutschland, 1884-1918. Staatsarchiv d. Freien Hansestadt, Bremen 1986, ISBN 978-3-925729-09-6.
- Geld und Währung. Betriebswirtschaftl. Verl. Gabler, Wiesbaden 1983, ISBN 978-3-409-02137-1. (viele Neuauflagen)
- Der Wiederaufbau der bremischen Häfen nach dem Zweiten Weltkrieg aus technischer, hafenwirtschaftlicher und hafenpolitischer Sicht, in: Bremisches Jahrbuch, Bd. 69 (1990)
- Geld und Währung. In Volkswirtschaftslehre : Grundlagen der Volkswirtschaftstheorie und Volkswirtschaftspolitik. Hrsg.: Renate Neubäumer, Brigitte Hewel. Mit Beitr. von Karl Marten Barfuss, u. a., Gabler Verlag, Wiesbaden 1994, ISBN 978-3-409-02137-1.
- Foreign Workers in and around Bremen, 1884–1918. In: Dirk Hoerder und Joerg Nagler (Hrsg.):  People in Transit. German Migration in Comparative Perspective, 1820–1930. Publications of the  German Historical Institute Washington D. C., Cambridge University Press, Cambridge (1. Aufl. 1995, 2. Aufl. 2002), S. 201–225, ISBN 978-0521521925.
- Geschichte der Freien Hansestadt Bremen von 1945 bis 2005 (2010) (Autor und Mitherausgeber)
- Karl Marten Barfuß und Eike Hemmer, "»Gastarbeiter« und »Migranten« in Bremen: Triebkräfte, Wirkungen und politische Herausforderungen der Zuwanderung aus dem Ausland am Beispiel der Bremer Stahlindustrie", in: Bremisches Jahrbuch, Bd. 91 (2012), S. 244–269.